# Ephippiochthonius tauroscythicus
Espèce
Ephippiochthonius tauroscythicus est une espèce de pseudoscorpions de la famille des Chthoniidae.

## Distribution
Cette espèce est endémique de Crimée en Ukraine. Elle se rencontre dans le canyon de la Tshernaya dans la grotte Tshernoretshenskaya.

## Description
La femelle holotype mesure 1,97 mm.

## Étymologie
Cette espèce est nommée en l'honneur des Tauroscythiens. 

## Publication originale
- Turbanov & Kolesnikov, 2021 : « Three new hypogean species of the false scorpions genus Ephippiochthonius Beier, 1930 (Arachnida: Pseudoscorpiones: Chthoniidae) from the Crimean Peninsula. » Arthropoda Selecta, vol. 30, no 2, p. 193–204 (texte intégral).